# Seres József (képzőművész)
Seres József (Szerencs, 1942. szeptember 5. –) költő, szobrász, grafikus.

## Életpályája
Gépipari technikumban végzett, ahol finommechanikát tanult. Ezt követően a Hegyaljai Képzőművész Csoportnál tanult, később tanított is, mégpedig művészeti anatómiát; közben grafikusként dolgozott.
1971-ben hagyta el Magyarországot; Olaszországban tartózkodott, majd a következő évben Kanadában telepedett le.
Torontóban a képzőművészeti főiskolát (Ontario College of Art) látogatta, ahol 1979-ben szerzett diplomát.
1979 és 1981 között a Kanadai Magyar Írók Szövetségének alelnöke volt.

## Könyvei
- Évszakok nélkül (versek, Toronto 1978.)
- Ezerkilencszázötvenhat (dráma, Toronto 1998.)
- Légy vendégem (versek, 1999.)
- Palackposta (versek, 2001.)

## Szakirodalom
- Juhász József (Krónika 1978/6.)
- John Miska: Magyar irodalom Kanadában